# Кокаиномания
Кокаиномания, кокаиновая зависимость или кокаинизм — расстройство регуляции потребления сильнодействующих психоактивных веществ, стимулирующего действия относящееся к классу психостимуляторов.

## Симптомы
Основные симптомы кокаиновой зависимости:
- Эйфория и гиперактивность — кратковременный подъём настроения немотивированная энергичность, чрезмерная говорливость, болтовня, и частые ощущения всемогущества (длится 15 — 60 минут после употребления); кроме негативных последствий может быть ощущения радости

Однако после употребления у некоторых людей могут появляться ощущения агрессивности или возбужденности.
Физиологические реакции
- глазная реакция: расширение зрачков, покраснение.
- кардиологические реакции: учащение пульса возможное поднятие и скачок артериального давления.
- психологическая заторможенность усиление концентрации внимания, скорости мышления, качество мышление общее ощущения прилива большого количества энергии.

последствия после окончание действия эффекта ситуация меняется на противоположные симптомы: боли в груди, ломота в костях и суставах развивается насморк в носу и сонливость, пропажа аппетита, чувство настороженности, эмоциональные перепады.

## Обозначения в МКБ-10
классификация в международной классификации болезней (МКБ-10) психотические расстройства которые связанны с употреблением стимуляторов обозначаются кодами:
- F14.2 — Синдром зависимости хроническое пристрастие с компульсивным влечением толерантностью с абстинентным синдромом.
- F14.5 — Синдром зависимости — психотическое расстройство (кокаиновый психоз)
- F14.0 — Острая интоксикация
- F14.3 — Абстинентное состояние
- F14.7 — Резидуальные психотическое расстройства.

## Абстинентный синдром при кокаиновой зависимости
Абстинентный синдром (ломка) при кокаиновой зависимости возникает и за глубоких нарушений в работе нейромедиаторных систем мозга и формирование соматической зависимости.
Также представляется угроза комплекса физических и психологических симптомов при отказе приема кокаина.

### Бессонница
При прекращении приема кокаина в состояние абстинентного синдрома возникает бессонница которая может продолжаться на протяжении двух дней, это может негативно сказываться на психоэмоциональном и физиологическом самочувствии.
после стихания симптоматики появляется сильная усталость и потерь сил в следствии чего зависимый человек может спать больше двух суток.

## Личностная деградация
Длительная кокаиновая зависимость приводит к деградации личности которая обусловлена:

### Нейрохимический дисбаланс
Кокаин в свою очередь является главным блокировщиком обратного захвата дофамина и серотонина. Человек постоянно испытывает состояние эйфории, кокаин подавляет гамма-аминомасляную кислоту которая является важным аспектом тормозным нейромедиатором в ЦНС.
После того как действие наркотика прекращается состояние резко изменяется до ухудшения самочувствия. Появляется — потеря сил, озноб, потливость, тахикардия, одышка что негативно сказывается во общем на организм принося ему излишнюю нагрузку. Это может довести вплоть до возникновения инфаркта и инсульта.
При хроническом употреблении мозг теряет способность самостоятельно вырабатывать нейромедиаторы что ведет к эмоциональному истощению вне интоксикации кокаином.